# Direzione Generale delle Fondazioni
La Direzione Generale delle Fondazioni (in turco Vakıflar Genel Müdürlüğü, abbreviata VGM), fondata il 3 marzo 1924, è un'istituzione governativa turca che gestisce e controlla le waqf (in turco vakıf) (fondo di dotazione inalienabile secondo la legge islamica) che risale all'epoca dell'Impero Ottomano e che esiste ancora oggi.

## Storia
L'istituzione delle Vakıflar fa parte delle Riforme di Atatürk. Fu istituito sotto l'autorità del Primo Ministro della Turchia, İsmet İnönü il 3 marzo 1924, insieme alla Presidenza degli affari religiosi (in turco Diyanet İşleri Başkanlığı).
Questi due dipartimenti hanno sostituito il ministero di epoca ottomana con la responsabilità di governare gli affari islamici, il Ministero della Sharia e delle Fondazioni (in turco Şerriye ve Evkaf Vekaleti). Questo ministero era sopravvissuto alla Guerra d'indipendenza turca, all'era repubblicana e al primo governo della Turchia.
Oltre alle sue responsabilità dichiarate, un obiettivo secondario era quello di consentire la confisca da parte dello Stato di proprietà appartenenti a minoranze tradizionalmente Minoranze non musulmane (come Ebrei, Greci e Armeni) trasferendo tali proprietà in fondazioni in modo che potessero essere poste sotto l'amministrazione del Vakıflar. Tuttavia, a partire dagli anni Cinquanta e Sessanta, il VGM spesso sequestrava e disponeva di beni immobili appartenenti a minoranze religiose sulla base di decisioni giudiziarie dubbie. Un esempio notevole è stata la confisca del Camp Armen dei bambini a Tuzla nel 1984.

## Responsabilità
La Direzione gestisce le proprietà e i restauri di circa 18.500 edifici storici e 67.000 proprietà. La Direzione impiega circa 38.000 persone. Si occupa anche di organizzazioni di beneficenza, come il sostegno alimentare o monetario, in base agli statuti delle fondazioni gestite. Attualmente, le azioni di 4.500 fondazioni sono controllate dalla direzione.
A marzo 2017 la Direzione Generale delle Fondazioni deteneva una quota del 58,5% della VakıfBank A maggio 2017 è emersa la notizia che il governo turco stava valutando un progetto di legge per trasferire quella quota del 58. 5%, per un valore di circa 2,5 miliardi di dollari, alla Vakıf Katılım Bankası perché è conforme alla Shari'a..